# Bespilotna letjelica
Bespilotna letjelica je letjelica ili zrakoplov bez posade, koja se može nadzirati na daljinu ili letjeti samostalno uporabom unaprijed programiranog plana leta ili pomoću složenih autonomnih dinamičkih sustava.
Bespilotne letjelica se često rabe u vojne svrhe za izviđanje i napad na ciljeve kao i za brojne civilne zadaće, kao što su vatrogasni zadatci, policijsko praćenje ili istraživanje terena.
Veličina bespilotne letjelice su u rasponu od samo nekoliko milimetara (mikro UAV) do veličine zrakoplova s 40 m raspona (Global Hawk).
Uz minijaturizaciju tehnologije tijekom osamdesetih i devedesetih godina 20. stoljeća, zanimanje za bespilotnie letjelice je naraslo. Prva generacija bila je uglavnom namijenjena izviđanju, ali neki su opremljeni s oružjem, kao što su MQ-1 Predator koji je uključivao rakete zrak-zemlja.

## Dronovi u Hrvatskoj
Hrvatska vojska koristila je bespilotne letjelice u pripremi operacije Oluja za fotografiranje i snimanje neprijateljskih položaja. 
Ministarstvo obrane RH (MORH) uputilo je apel vlasnicima bespilotnih letjelica, dronova, na strogo poštovanje pravila korištenja sukladno zakonskoj proceduri,
Hrvatska agencija za civilno zrakoplovstvo (HACZ) u posljednjih pet godina bilježi stalni rast zahtjeva za registraciju operatora sustava bespilotnih zrakoplova-dronova, kojih je početkom lipnja u Hrvatskoj bilo prijavljenih ukupno 2.200, doznaje se iz te Agencije.

## Proizvođači
Glavni proizvođači bespilotnih letjelica za vojsku su Northrop Grumman, Lockheed Martin i Boeing kao i manje tvrtke kao primjerice General Atomics, Sikorsky i AAI. Ne-američki proizvođači su EADS, Dassault Aviation, TAI, IAI, Saab, Bayraktar i BAE Systems. 
Manji proizvođači bespilotnih letjelica su primjerice:
- Alpi Aviation
- Denel
- Diamond Aircraft
- Finmeccanica
- Hellenic Aerospace Industry
- EMT
- Jakowlew
- Kamow
- microdrones
- Schiebel Elektronische Geräte
- Swiss UAV
- Vestel

## Galerija
- RQ-7 Shadow
- LUNA
- EADS Barracuda
- Diehl BGT defence Minihelikopter
- UCAV/URAV: RQ-1 Predator US Air Force
- Global Hawk
- Camcopter S-100 s raketama
- Northrop Grumman X-47
- Sikorsky Cypher
- Swiss UAV NEO S-300

## Vanjske poveznice
- UAVs world classification imagery-intelligence.com
- Unmanned Aerial Vehicles GlobalSecurity.org
- Prvi Hrvatski bespilotni avion Nacional
- Noćna mora za PZO Hrvatski vojnik. 2020.
- Bespilotne letjelice za nadzor mora Hrvatski vojnik
- Bespilotna letjelica Hrvatska tehnička enciklopedija, portal hrvatske tehničke baštine. LZMK

Sestrinski projekti
|  | Zajednički poslužitelj ima stranicu o temi Bespilotna letjelica    |
|  | Zajednički poslužitelj ima još gradiva o temi Bespilotna letjelica |